# Christophe de Lieven
Le baron, comte puis prince (1834) Christophe de Lieven (en allemand : Christoph Heinrich von Lieven ; en letton : Kristofers Heinrihs fon Līvens; en russe : Христофор Андреевич Ливен ; en suédois : Christoffer Henrik von Liewen af Eksjö ; en estonien : Kristofer Henrik Lieven), né le 6 mai 1774 à Kiev et décédé le 10 janvier 1839 à Rome fut un général et diplomate germano-balte, au service de l'Empire russe, ainsi que le précepteur du futur tsar Alexandre II de Russie.

## Biographie
Sa famille remonte au Moyen Âge, à des chevaliers germano-baltes. Il était le troisième fils du baron Otto Heinrich Andreas von Liewen af Eksjö (1726-1781) et de la baronne (ensuite princesse Lieven) Charlotte von Gaugreben (1743-1828). Sa mère était la gouvernante des enfants du grand-duc Paul, héritier du trône, fils de Catherine II de Russie. Enfant, Christophe de Lieven fut le compagnon de jeu des futurs souverains russes, dont Nicolas Ier.
À quinze ans, Christophe de Lieven intégra un régiment d'artillerie et il fit rapidement carrière. En 1796, il était lieutenant-colonel d'un régiment de dragons avec lequel il participa aux campagnes dans le Caucase et à l'Expédition russe en Perse de 1796. En 1797, le tsar Paul Ier en fit son aide de camp. Il devint major-général l'année suivante avant de devenir comte en 1799.
Il était présent à la bataille d'Austerlitz et à la signature de la paix de Tilsit. Il devint lieutenant-général en 1807 en commença sa carrière diplomatique en 1808. En 1809, il fut nommé auprès du souverain prussien puis ambassadeur à Londres en 1812. Il y resta 22 ans.
En 1826, sa mère fut faite princesse Lieven et il hérita du titre. En 1834, il fut rappelé à Moscou par Nicolas Ier qui le nomma précepteur de l'héritier du trône. Il mourut à Rome alors qu'il accompagnait son élève dans son Grand Tour.
Christophe de Lieven épousa le 1er février 1800 Dorothea von Benckendorff, qui fut plus célèbre que lui.